# USS Hammann (DD-412)
USS Hammann foi um contratorpedeiro da Marinha dos Estados Unidos atuante na II Guerra Mundial, afundado na Batalha de Midway pelo submarino da Marinha Imperial Japonesa I-168.
O Hammam foi lançado ao mar em fevereiro de 1939, com a cerimônia de batismo presidida pela viúva do tenente-aviador Charles Hammann, morto em combate na Primeira Guerra Mundial e que recebeu a Medalha de Honra do Congresso póstuma - tendo o contratorpedeiro sido nomeado em sua homenagem.
Construído pelo estaleiro Federal Shipbuilding and Drydock Company em Newark o navio de guerra pertencia a classe de contratorpedeiros da Classe Sims.

## Missões
Nos primeiros dois anos de atividade, foi colocado em operação nas duas costas dos Estados Unidos em patrulhas de testes e treinamento.
Com o início da Guerra do Pacífico em 7 de dezembro de 1941, consequência do ataque surpresa das forças do Japão a base de Pearl Harbor que causou a entrada do país na Segunda Guerra Mundial, o Hammann, que se encontrava na Islândia, retornou aos Estados Unidos. Reabastecido de combustível e suprimentos no porto de Norfolk, Virginia, partiu para o Pacífico, chegando em San Francisco em 22 de janeiro de 1942, depois de uma viagem através do Canal do Panamá. Em 25 de Fevereiro
foi integrado à Força Tarefa 17 do almirante Frank Fletcher que desenvolveu ações de guerra no sul do Pacífico.
O destróier participou em, manobras de treinamento perto de Nova Caledônia no início de março e em 27 de março de 1942, a Força-Tarefa 17 chegou ao Mar de Coral. Em maio de 1942, participou como escolta de porta-aviões na Batalha do Mar de Coral, onde foi atacado por aviões-torpedeiros japoneses conseguindo sair incólume e serviu no resgate de grande parte da tripulação do porta-aviões USS Lexington, afundado naquela batalha.

## Afundamento

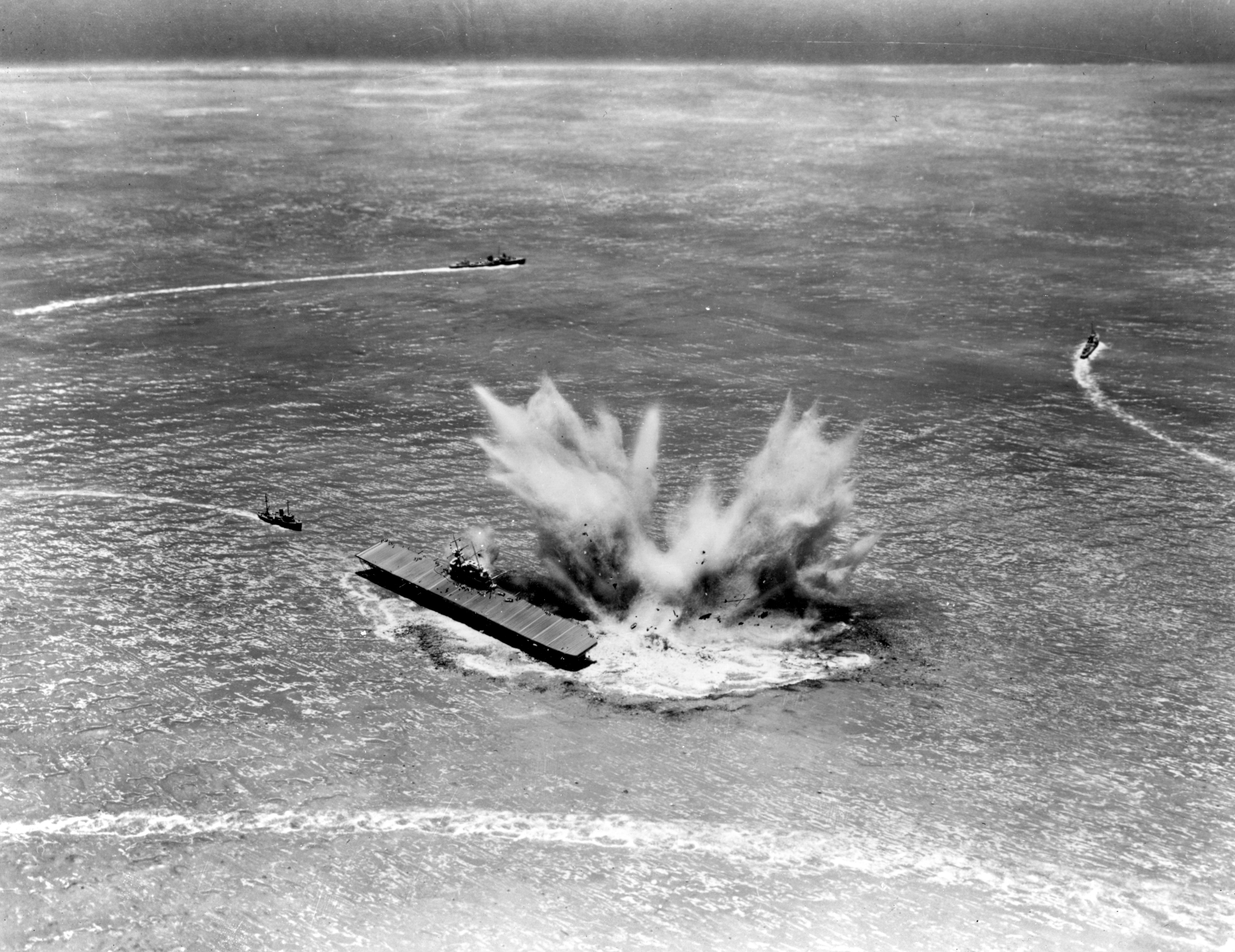
Explosão do Hammann após receber torpedo do submarino I-168.

Um mês depois, o Hammann participou da Batalha de Midway junto a outros navios da frota norte-americana. Com o incêndio e abandono do porta-aviões USS Yorktown, atingido mortalmente pelas bombas japonesas, o destróier mais uma vez exerceu suas funções de resgate dos marinheiros sobreviventes na água. 

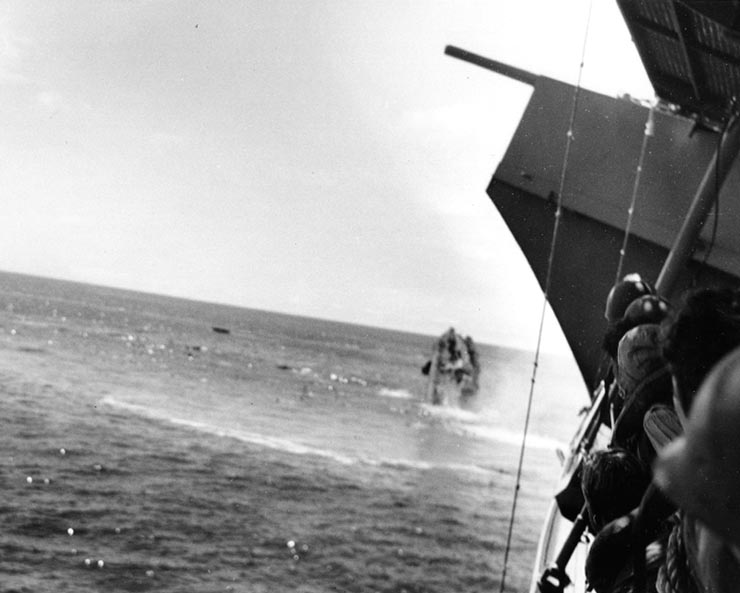
O Hammann afundando, visto do porta-aviões USS Yorktown, pouco antes deste afundar também.

Na manhã de 6 de junho, uma equipe de reparos da Marinha voltou ao porta-aviões adernado para tentar salvá-lo do afundamento. O Hammann se postou ao lado do porta-aviões para fazer a transferência de pessoal e equipamento, além de mangueiras de pressão para ajudar a combater o incêndio que ainda grassava no navio. A operação de salvamento prosseguia quando, pouco depois do meio-dia, o submarino japonês I-168 esgueirou-se por entre a proteção dos navios de escolta e lançou uma carga de quatro torpedos contra o Yorktown para terminar de afundá-lo. Um alcançou o porta-aviões, afundando-o, e o outro atingiu a popa do Hammann, partindo-a ao meio.
O navio afundou em apenas quatro minutos e assim que sumiu nas águas outra grande explosão ocorreu em seu interior, lançando destroços por todo o mar em volta e atingindo muitos dos marinheiros que tentavam se afastar do navio nadando, matando oitenta e um deles. Os sobreviventes inclusive o capitão capitão Arnold True foram resgatados pelos contratorpedeiros USS Benham e USS Balch e levados para Pearl Harbor. 

## Reconhecimento
Pelos serviços prestados nas duas batalhas navais de que participou Batalha do Mar de Coral e Batalha de Midway, seu comandante, capitão Arnold Ellsworth True (1901-1979), foi condecorado com a Cruz Naval e o Hammann recebeu duas estrelas de batalha por serviços prestados na Segunda Guerra Mundial, constantes nos anais da Marinha.